# لیمویی کیکی

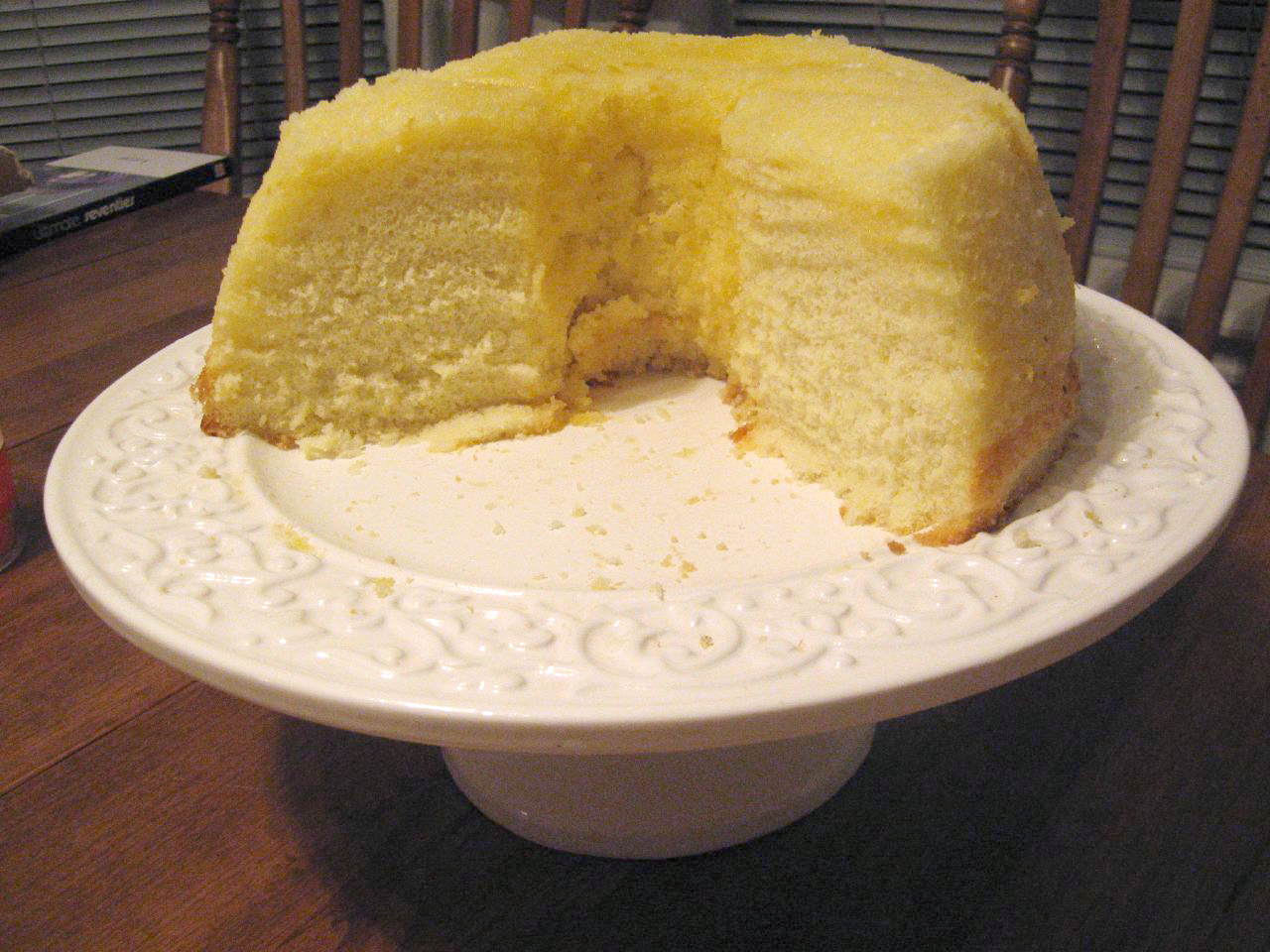
یک کیک شیفون لیمویی

لیمویی کیکی یک رنگ X11 و رنگ وب است که یادآور رنگ کیک شیفون لیمویی است.
زمانی که رنگ‌های X11 در سال ۱۹۸۷ پذیرفته شدند، نخستین بار به عنوان رنگی با یک نام در سیستم پنجره ایکس معرفی شد. ریشه نام‌ها مبهم است. اینها برای مرورگر وب Netscape Navigator برای رنگ‌ها در پالت گسترده آن به کار گرفته شدند و به نوبه خود توسط موزاییک و اینترنت اکسپلورر شناسایی شدند. با این حال، هیچ ویژگی آن را به عنوان یک نام رسمی رنگ HTML نمی‌شناسد.